# 能源工程
能源工程（Energy engineering）或能源系統工程，涉及能源效率、能源服務、設施管理、工廠工程、環境合規、可持續能源和可再生能源技術。能源工程是近代出現的工程學科，將物理、數學和化學領域的知識與經濟和環境工程實踐結合。能源工程師運用他們的技能來提高效率，並進一步開發可再生能源。能源工程師審核這些過程中的能源使用，並提出改進方法系統。這意味著建議建築物採用先進的照明、更好的絕緣、更高效的加熱和冷卻性能。 儘管能源工程師關心的是獲得和我們 他們以最環保的方式獲取能源，他們的領域並不局限於嚴格意義上的可再生能源，如水力、太陽能、生質能或地熱。能源工程師還受僱於石油和天然氣開採領域。

## 歷史
自從使用火以來，人類一直在將能量從一種形式轉移到另一種形式。能量轉移的效率是一個新領域。1973年石油危機和 1979年能源危機表明需要更多能源。美國政府在 70 年代通過了多項法律來促進提高能源效率，例如美國公法 94-413、聯邦清潔汽車激勵計劃。

## 資料來源
1. 1 2  "Energy Engineering （页面存档备份，存于）". Berkeley Engineering. University of California. Retrieved 2013-06-13.
2. ↑  AGCAS editors (December 2011). "Energy engineer - Job description （页面存档备份，存于）". Graduate Prospects Ltd. Retrieved 2013-06-11.
3. ↑  Berman (2011).